# Marius Gherman
Marius Gherman (Sibiu, Rumania, 14 de julio de 1967) es un gimnasta artístico rumano, especialista en la prueba de barra horizontal, con la que ha logrado ser subcampeón mundial en 1993.

## 1988
En los JJ. OO. celebrados en Seúl (Corea del Sur) gana el bronce en barra, tras los soviéticos Vladimir Artemov y Valeri Liukin, y empatado con Holger Behrendt de Alemania del Este.

## 1993
En el Mundial de Birmingham 1993 gana la plata en barra, tras el ruso Serguéi Jarkov (oro) y delante del húngaro Zoltán Supola (bronce).